# Покоління Бета

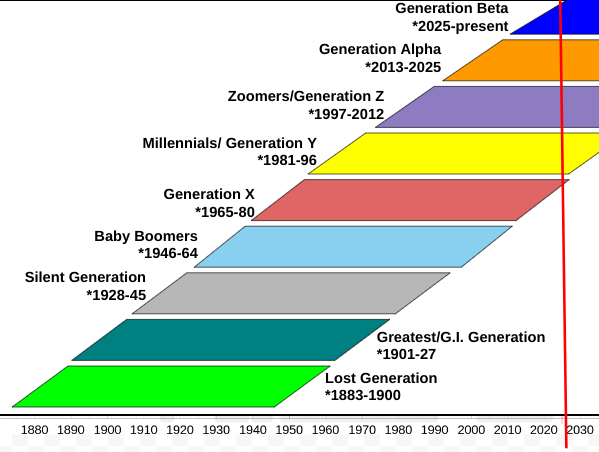
Схема поколінь Західного світу. Покоління Бета позначено синім кольором

Бета — це наступне покоління після покоління Альфа. До нього будуть відноситися люди, які народились в проміжку між 2025 і 2039 роками, за розрахунками, в 2035 році це покоління буде складати близько 16% населення Землі, також воно стане першим поколінням велика частина людей якого доживе до 22 століття.  Це покоління першим буде зростати у світі зі Штучним інтелектом 